# Selva mosaic costanera de Zanzíbar Sud-Inhambane
La Selva mosaic costanera de Zanzíbar Sud-Inhambane és una ecoregió de la zona afrotròpica, definida per WWF, que s'estén entre Tanzània i Moçambic i que forma part de la selva costanera oriental africana. És una variació de la selva mosaic costanera de Zanzíbar Nord-Inhambane

## Descripció
És una ecoregió de boscos tropicals i subtropicals de frondoses humits que cobreix una àrea de 144.800 quilòmetres quadrats en una franja d'uns 50 quilòmetres d'amplària al llarg de 2.200 quilòmetres de la costa de l'oceà Índic, des del riu Lukuledi, en el sud de Tanzània, fins al riu Changane, prop de les boques del Limpopo, al sud de Moçambic.
Alguns petits enclavaments aïllats als contraforts de les muntanyes de l'oest de Moçambic, Malawi i Zimbàbue també s'inclouen en aquesta ecoregió, així com diverses illes de Moçambic.

## Flora
La vegetació és un mosaic de sabana arbrada, selva, matoll, pantans i vegetació litoral. En algunes badies abrigades i desembocadures de rius, hi ha una transició a vegetació de manglar.

## Fauna

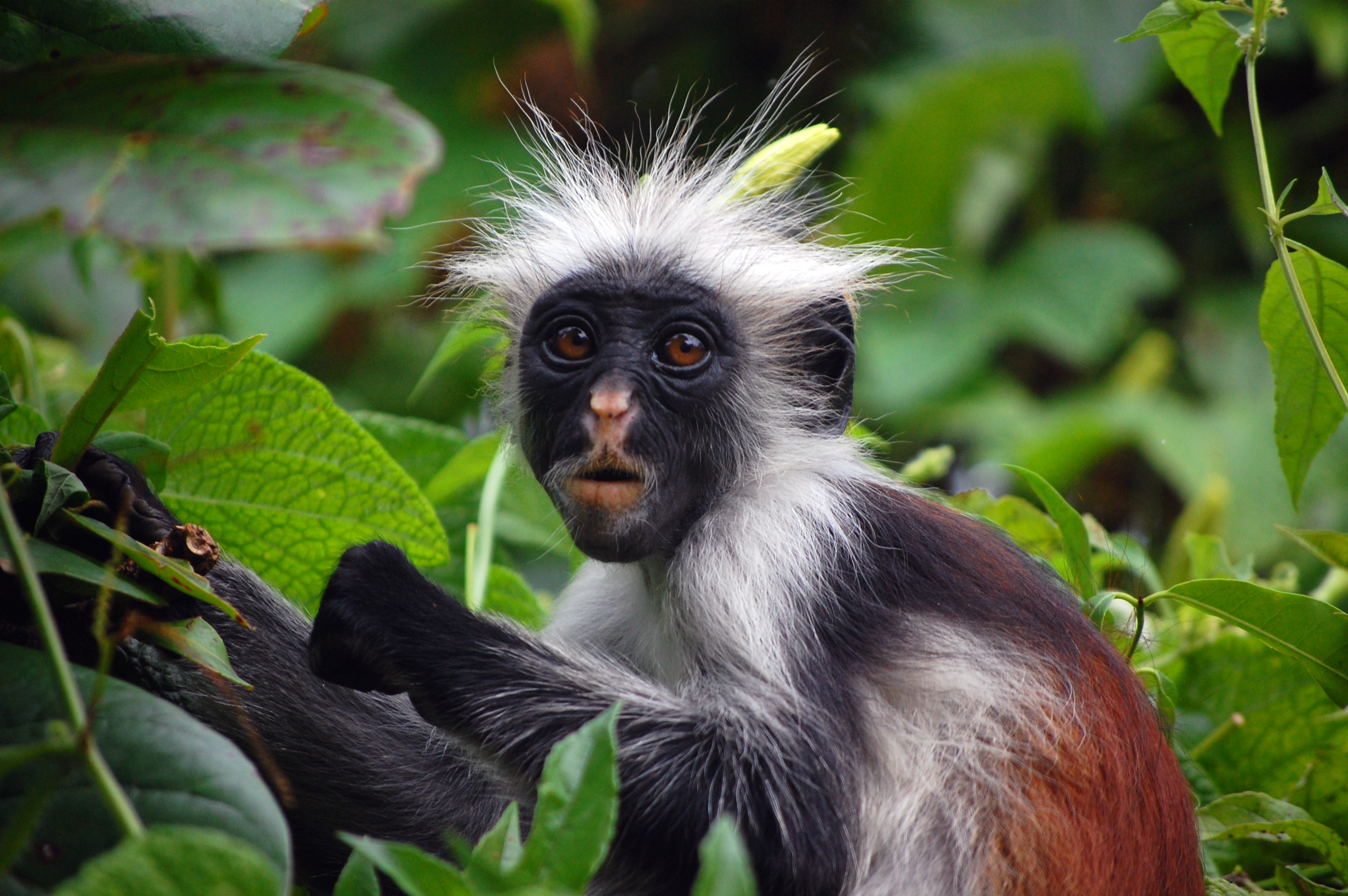
Còlob Roig de Zanzíbar en el Parc Nacional del Bosc Jozani

La biodiversitat de l'ecoregió és molt poc coneguda per la perllongada guerra civil de Moçambic.

## Endemismes
Només es coneix un mamífer endèmic, l'esquirol Paraxerus vincenti, que només es troba a la muntanya Namuli, a Moçambic.
També hi ha 18 espècies endèmiques de rèptils, i un amfibi: el gripau Stephopaedes loveridgei.

## Estat de conservació
En perill crític. La principal amenaça per l'ecoregió és la desaparició dels boscos per a fusta i per a agricultura.